# Levyntgard
A Levyntgard Bihari Puhl Levente művészeti filozófiája és annak gyakorlati képzőművészeti megvalósulása.

## Az alkotó
LEVY (Bihari Puhl Levente) (Székesfehérvár, 1957. december 29. – ) Siófokon élő magyar képzőművész, festő, gondolkodó.

## Előzmények és első lépések
2000 novemberében nagyszabású kiállításon mutatta be sokrétű munkásságát Siófokon, majd 2005-ben ugyanott megrendezte az első Levyntgard ki- és beállítást. Harmincéves művészi pályája során, a kereskedelmi festészet taposómalmában tökélyre fejlesztette festői technikáját. A megrendelésre történő festés mellett megalkuvás nélkül építette saját művészi világát. 2009-re érett meg benne az a teljesen egyedi festészeti modor, stílus, melyben sikerült összefoglalnia addigi tudását és világlátását. Ez az analizáló és szintetizáló alkotási mód az, amit levyntgardnak nevez. A levyntgard lényegét számos még publikálatlan, illetve sajtó alatt lévő elméleti művészetfilozófiai írásában fogalmazta meg.

## A Levyntgard lényege
A  Levyntgard  Levy sajátos, egyedi, asszociatív látás- és kifejezésmódja a festészetben. Alapja a MESTERSÉG és az IHLET. Levy festészete ezen a két pilléren nyugszik: a festészet mesterségén, mint szaktudáson, szakmán, melyet a legtökéletesebb részletességig elsajátított, és ezáltal be is  akar mutatni, valamint az ihleten, azon a benyomáson, ami rá hat, ami megfogja, amit ezáltal ki akar fejezni. Festészeti felkészültségét minden alkotásán végigvezeti, a teljesen nyers vagy munkálatlan képrészlettől a legaprólékosabb részletességgel megfestett elemekig, visszahatva az elvonatkoztatásra, az absztrakcióra. Az ihletet pedig körbejárja azzal a szerteágazó asszociációval, amit a téma sugall. Ebből következően a Levyntgard-alkotások nagyon bonyolult és összetett művek, melyek számtalan fő- és mellékasszociációból állnak össze. Ezek még tovább is gondolhatók. Levy számára nagyon fontos a megmunkált, a míves felület. A megmunkálás értékét nála az fejezi ki, hogy milyen mértékű az, mennyire részletes, aprólékos, de a Levyntgard-műnek az asszociatív, egyéb absztrahált festésmodorok is ugyanolyan részei. Minden kifejezésmodorral ugyanazt a témát, vagy a vele kapcsolatos asszociációt járja körbe, mutatja meg hol teljesen fotószerűen, hol egészen elvontan, elnagyoltan, vagy éppen ragasztott tárgyakkal.

A LEVYNTGARDBAN ÖSSZE VAN FOGLALVA LEVY 30 ÉVES FESTÉSZETÉNEK MINDEN TAPASZTALATA, VALAMINT A KOR MEGJELENÉSE, JELLEMZÉSE.

A Levyntgard-művek, mint  statikus – de mégis változható – egyfajta színpadi előadások: beszélnek a témáról azon a nyelven, ahogy az globálisan megjelenik a jelen korban. Ezt a globalitást próbálja Levy kifejezni, előadni, átfogni azzal a sokféle elemmel, összetevővel, modorral, anyaggal, ami egy ilyen alkotáson megjelenik. A legősibb festészeti kifejezések ugyanúgy fellelhetők a Levyntgardban, mint a teljesen modernek. A festészetnek múltja van, az olajfestészetnek is sok évszázados. Ezért elengedhetetlen, hogy Levyntgard-alkotásokon jelen legyen a klasszikus, részletes olajfestészeti stílus, modor. Ezt Levy nagyon sok esetben a hiperrealizmusig viszi. Minden Levyntgard-alkotáson található ilyen elem. Ezzel a kifejezéssel a téma valósághű megjelenítése a célja, az, hogy a dolgokat reális valóságukban, látványszerűen ábrázolja. Utal ezzel a látásra, a materiális lét alapvető érzékelésére, de benne foglaltatik a dolgok szellemi valósága is, az, hogy minden elsősorban azt a szellemiséget hordozza, ami önmaga. A világ jelenségei azonban számtalan szellemi tartalmat hordoznak még, melyek ott rejtőznek bennük, s ezt a tudatos és szürreális megjelenítéssel ábrázolja. Mindezek a tartalmak végigvonulnak a művön, s megjelenhetnek bármilyen formában: festve, nyomtatva, ragasztva vagy más módon, betétekben, sőt, magán a kereten is. A Levyntgard- műnek a keret is fontos része. Legtöbb esetben ezek a keretek nem zártak, hanem – általában – felül nyitottak, amivel Levy arra utal, hogy a kifejezés nem lezárható, kitör a megszokott szögletességből, a lezártságból. A keretet sokszor az egyes képösszetevő alapok (tábla, vászon, kőlap stb.) is jelentik, melyeken a téma ugyanúgy ott van, mint a fő részen, vagy a betéten. A téma tehát végigvonul az egész művön.

E műveknek négy összetevőjük van: megtervezettség, véletlenszerűség, alkotás menete, mű utóélete.
Megtervezettség. Aprólékosan, általában fotószerűen megfestett részletek a fő táblán, és a betéteken. Mozgásban ábrázolt képrészletek. Általában táj, alak, csendélet jelenléte a műben. Impressziós foltokban festett részletek. Gyűrt, hengerelt, kapart, tuffolt, visszatörölt, fújt, folyatott, nyomtatott, és egyéb felületek. Az alap-hordozó táblán ablakok, lyukak, törések. A betétek lehetnek keretben, és más anyagból vannak, pl. kő, fa, fém, cserép, bőr, vászon, kerámia, de egészen egyedi anyagok is. Ragasztások bárhol előfordulhatnak: fő táblán, betéteken, kereteken. Idegen, oda nem illő, általában modern tárgyak ragasztása, elhelyezése a művön.
Véletlenszerűség. A festett és egyéb részletekben sok-sok véletlenszerűség fordulhat elő, ahogy az adott pillanatban sikerült.
Az alkotás menete. Maga az alkotás, a műterem is szerves része a műnek. Több helyen látszik a ragasztás anyaga, és egyéb műveletek. Készülés közben az alkotást érő jelenségek a műben maradhatnak, annak szerves részei (pl. por, hajszál, belehullott ecsetszőr, karcolódás, foltosodás stb.).
A mű utóélete. Ezek a Levyntgard-alkotások statikus egységek, de állandóan mozgásban vannak. Ezzel teljes a mű. Ez jelenti az elkészülés utáni változásokat az alkotáson (pl. sérül, karcolódik, egyes részletek lepotyognak, letörnek róla, bomlik stb.). Így tehát ezek a művek restaurálva és anélkül is teljesek.

## Reflexiók a Levyntgard-ról
„A Levyntgard a 20. és 21. század fordulójának hiteles, szövettani lenyomata.”

(Dr. Szilárdfy Zoltán művészettörténész.)

„A Dalíhoz csak metódusukban vagy világnézetükben hasonlítható alkotások a Levyntgard-ban törnek napvilágra. A Levyntgard-műveket a szabad anyagkezelés, a magabiztos, sokféle technikai tudás, valamint a Dalí-féle paranoia-kritikai módszerhez hasonlítható végletes filozofikus asszociálás jellemzi. Így járhatja át a pannontájon otthonos vallási érzületet (csak látszólag nem odaillő) forrongó szexualitás, így lehetnek a templomtornyok szakrális erotika hordozói. Levy a magyar tájat múltjával, jelenével együtt, testestül-lelkestül szereti, kívánja, gyalázza, megszentségteleníti, mint férfi az örökkön-örökké szeretett asszonyt.”

(Kutszegi Csaba)

## Külső hivatkozások
- https://web.archive.org/web/20131109180735/http://www.levyntgard.tk/
- https://web.archive.org/web/20160305031350/http://www.artlevy.hu/
- Kutszegi Csaba: Magyar tájat magyar Dalival
- Kutszegi Csaba: Milyenek a giccsnézők?
- Kutszegi Csaba: Az új világrend és az emberek